# Aneilema usambarense
Aneilema usambarense är en himmelsblomsväxtart som beskrevs av Robert Bruce Faden. Aneilema usambarense ingår i släktet Aneilema och familjen himmelsblomsväxter. Inga underarter finns listade.